# Lorane
Lorane est une census-designated place située dans le comté de Berks, dans le Commonwealth de Pennsylvanie, aux États-Unis. Sa population s’élevait à 4 236 habitants lors du recensement de 2010, est estimée à 4 215 habitants au 1er juillet 2020.

## Histoire
Le premier nom de la localité était Exeter Station, elle est rebaptisée à la suite d’un accident de train survenu en 1899 dans une gare du nom d’Exeter. Le toponyme actuel provient probablement du nom de la région française de Lorraine. Un bureau de poste a été établi à Exeter Station en 1861, bureau rebaptisé Lorane en 1900 et qui a fermé en 1955.